# Яворинські пагорби
Яворинські пагорби (Javorinská hornatina) — гірський масив в Словаччині; геоморфологічна підодиниця Білих Карпат. Найвища гора — Велика Яворина (970 м). Місце розташування — Тренчинський край.